# Queenstown (Cap-Oriental)
Pour les articles homonymes, voir Queenstown.
Queenstown ("Komani") est une ville de la province du Cap-Oriental en Afrique du Sud.

## Historique
Queenstown a été fondée en 1853 comme avant poste militaire par Sir George Cathcart qui l'a baptisé au nom de la reine Victoria. Une ville s'est développée autour du fort, disposant de service et d'équipements pour les agriculteurs du district. 
En 1879, Queenstown devient une municipalité officielle de la colonie du Cap et en 1880 est établie une liaison ferroviaire avec East London confirmant le statut de Queenstown en tant que centre de services régional de haut niveau. 
Après la dépression mondiale des années 1920, Queenstown connait une longue période de prospérité et constitue le plus important centre d'approvisionnement de la région ainsi qu'un pôle d'éducation académique. Après 1948, de nombreuses fermes du district appartenant à des Blancs sont rachetées, leurs terres incorporées dans le Transkei et le Ciskei et les populations déplacées. Dans les années 1960, en application des lois de l'Apartheid, la population noire est notamment déplacée vers l'est de la ville, dans le quartier d'Ezibeleni, incorporé ensuite au bantoustan du Transkei. 
En 1984, le township de Mlungisi (situé à l'ouest), réputé pour former et procurer de nombreux militants anti-apartheid, est incorporé à Queenstown. Il est suivi quelque temps plus tard par Ezibeleni.
En décembre 2000, la municipalité locale de Lukhanji est constituée, comprenant notamment Queenstown, Whittlesea, Sada, Lesseyton, Ezibeleni et Mlungisi. En aout 2016, cette municipalité est amalgamée avec celles de Tsolwana et de Inkwanca dans la nouvelle municipalité locale d'Enoch Mgijima.